# Saison 3 de Falco
Chronologie
Saison 2 Saison 4
Cet article présente les épisodes de la troisième saison de la série télévisée policière française Falco.

## Synopsis de la saison
En mai 1991, le lieutenant de police Alexandre Falco, agent brillant promis à une belle carrière et bon père de famille, retrouve pour une enquête son coéquipier et meilleur ami, Jean-Paul Ménard, dans le but de faire tomber un groupe de malfrats. Mais pris dans une embuscade, Falco reçoit une balle dans la tête, alors qu'il est déjà assommé. Il tombe alors dans le coma.
Vingt-deux ans plus tard, il sort de son sommeil profond et découvre qu'autour de lui, les choses ont beaucoup changé : sa femme Carole a refait sa vie et sa fille Pauline, qu'il a connu bébé, est devenue adulte. Refusant la retraite proposée par Ménard, son ancien équipier devenu commissaire, il réintègre les rangs de la police et mène l’enquête aux côtés du lieutenant procédurier Romain Chevalier et du brigadier Éva Blum.

## Distribution

### Acteurs principaux
- Sagamore Stévenin : Alexandre Falco
- Clément Manuel : Romain Chevalier
- Alexia Barlier : Éva Blum
- Mathilde Lebrequier : Carole Sarda-Falco
- Franck Monsigny : Philippe Chéron
- Marie Béraud : Pauline Falco
- Lilly-Fleur Pointeaux : Joy

## Liste des épisodes

### Épisode 1:Chaos(1repartie)
- Belgique : 21 mars 2015 sur La Une
- France : 2 avril 2015 sur TF1

- Belgique : 178 400 téléspectateurs[1]
- France : 5,35 millions de téléspectateurs[2]

### Épisode 2:Chaos (2epartie)
- Belgique : 21 mars 2015 sur La Une
- France : 2 avril 2015 sur TF1

- Belgique : 157 900 téléspectateurs[1]
- France : 4,93 millions de téléspectateurs[2]

### Épisode 3:À la folie
- Belgique : 4 avril 2015 sur La Une
- France : 9 avril 2015 sur TF1

- Belgique : 155 300 téléspectateurs[3]
- France : 5,48 millions de téléspectateurs[4]

### Épisode 4:À l'état brut
- Belgique : 4 avril 2015 sur La Une
- France : 9 avril 2015 sur TF1

- Belgique : 173 200 téléspectateurs[3]
- France : 4,53 millions de téléspectateurs[4]

### Épisode 5:Sans pitié
- Belgique : 11 avril 2015 sur La Une
- France : 16 avril 2015 sur TF1

- Belgique : 215 500 téléspectateurs[5]
- France : 5,42 millions de téléspectateurs[6]

### Épisode 6:Sacrifices
- Belgique : 11 avril 2015 sur La Une
- France : 16 avril 2015 sur TF1

- Belgique : 205 500 téléspectateurs[5]
- France : 4,46 millions de téléspectateurs[6]

- Anne-Sophie Picard : Karine

### Épisode 7:Sous les cendres
- Belgique : 18 avril 2015 sur La Une
- France : 23 avril 2015 sur TF1

- Belgique : 191 700 téléspectateurs[7]
- France : 5,43 millions de téléspectateurs[8]

### Épisode 8:Vox populi
- Belgique : 18 avril 2015 sur La Une
- France : 23 avril 2015 sur TF1

- Belgique : 161 400 téléspectateurs[7]
- France : 4,61 millions de téléspectateurs[8]

### Épisode 9:Intoxications
- Belgique : 25 avril 2015 sur La Une
- France : 30 avril 2015 sur TF1

- Belgique : 143 900 téléspectateurs[9]
- France : 5,08 millions de téléspectateurs[10]

### Épisode 10:Babylone
- Belgique : 25 avril 2015 sur La Une
- France : 30 avril 2015 sur TF1

- Belgique : 138 300 téléspectateurs[9]
- France : 4,6 millions de téléspectateurs[10]